# Sebastonyma
Sebastonyma is een geslacht van vlinders van de familie dikkopjes (Hesperiidae), uit de onderfamilie Hesperiinae.

## Soorten
- S. dolopia (Hewitson, 1868)
- S. pudens Evans, 1937